# حارة الكويت (صنعاء)
حارة الكويت هي إحدى حارات حي التحرير بمديرية التحرير إحد مديريات العاصمة اليمنية صنعاء، بلغ تعداد سكانها 5230 نسمة حسب تعداد اليمن لعام 2004.